# Les Rendez-vous d'Anna
 (septembre 2024).
Si vous disposez d'ouvrages ou d'articles de référence ou si vous connaissez des sites web de qualité traitant du thème abordé ici, merci de compléter l'article en donnant les références utiles à sa vérifiabilité et en les liant à la section « Notes et références ».
Pour plus de détails, voir Fiche technique et Distribution.
Les Rendez-vous d'Anna  est un film belgo-germano-français de Chantal Akerman sorti en 1978.

## Synopsis
Une réalisatrice de trente ans, Anna Silver, est accueillie à Essen en Allemagne pour présenter son dernier film au cinéma le Roxy. Elle termine la soirée dans sa chambre d'hôtel avec l'instituteur qui anime le ciné-club qui l'a invitée. Brusquement, elle lui demande de partir. Elle accepte néanmoins de le revoir chez lui le lendemain. Après cette triste visite, elle prend le chemin du retour. Elle profite d'un changement de train à Cologne pour retrouver une amie de sa mère qui est aussi la mère de son ex-petit ami. Elle converse avec un voyageur pendant le trajet vers Bruxelles. Le train fait une halte en gare de Louvain. La réalisatrice a rendez-vous avec sa mère à la gare de Bruxelles-Midi. Elles boivent un verre à la cafétéria avant de louer une chambre dans un hôtel du quartier. Le lendemain, elle reprend le train pour Paris où son compagnon l'attend.

## Fiche technique
- Autres titres : De Afspraken van Anna (titre néerlandais) ; The Meetings of Anna
- Scénario : Chantal Akerman
- Réalisation : Chantal Akerman
- Assistant réalisateur : Romain Goupil
- Image : Jean Penzer
- Décors : Philippe Graff, André Fonteyne Loyotte
- Montage : Francine Sandberg
- Son : Henri Morelle
- Maquillage : Christiane Sauvage
- Durée : Belgique : 127 min / France : 120 min

## Distribution
- Aurore Clément : Anna Silver
- Helmut Griem : Heinrich Schneider
- Magali Noël : Ida
- Hanns Zischler : Hans
- Lea Massari : la mère d'Anna
- Jean-Pierre Cassel : Daniel
- Alain Berenboom
- Françoise Bonnet
- Thaddausz Kahl
- Laurent Taffein
- Victor Verek

## Genre
Les Rendez-vous d'Anna est un road movie ferroviaire très autobiographique.